# Ганс Дорфнер
Ганс Дорфнер (нім. Hans Dorfner; 3 липня 1965, Ніттендорф, Баварія) — німецький футболіст, грав на позиції півзахисника.

## Клубна кар'єра
Молодіжну кар'єру провів в «Ундорфі» та «Баварії». В останньому у 1983 році розпочав професійну кар'єру. Дорфнер допоміг мюнхенському клубу виграти безліч національних трофеїв. З 1984 по 1986 провів в оренді в «Нюрнберзі». 1991 року перейшов у «Нюрнберг». Через три роки завершив кар'єру через серйозну травму.

## Виступи за збірну
Дебют за національну збірну ФРН відбувся 12 серпня 1987 року у товариському матчі проти збірної Франції (2:1). Був включений до складу збірної на Чемпіонат Європи 1988 року у ФРН, але не провів жодного матчу. Усього за збірну провів 7 матчів та забив 1 гол.

### Гол за збірну
| Дата           | Місце                           | Суперник | Рахунок | Результат | Турнір           |
| -------------- | ------------------------------- | -------- | ------- | --------- | ---------------- |
| 6 вересня 1989 | Ленсдаун Роуд, Дублін, Ірландія | Ірландія | 1: 1    | 1:1       | Товариський матч |

## Титули і досягнення
- Чемпіон Німеччини: 1986/87, 1988/89, 1989/90
- Чемпіон Другої Бундесліги : 1984/85
- Володар Кубка Німеччини : 1983/84